# Вахенгайм (Альцай-Вормс)
Вахенгайм (нім. Wachenheim) — громада в Німеччині, розташована в землі Рейнланд-Пфальц. Входить до складу району Альцай-Вормс. Складова частина об'єднання громад Монсгайм.
Площа — 3,55 км2. Населення становить 705 ос. (станом на 31 грудня 2020).